# Sandwell
Sandwell is een Engels district in het stedelijk graafschap (metropolitan county) West Midlands en telt 327.000 inwoners. De oppervlakte bedraagt 86 km².
Van de bevolking is 16,5% ouder dan 65 jaar. De werkloosheid bedraagt 5,3% van de beroepsbevolking (cijfers volkstelling 2001).

## Plaatsen in district Sandwell
- Smethwick
- Tipton
- Wednesbury
- West Bromwich